# Viktor Lazlo
Viktor Lazlo, eredeti nevén Sonia Dronier (Lorient, Franciaország, 1960. október 7.) belga énekesnő. Legnagyobb sikere az 1987-es „Breathless” című szám, melyet a Belgiumban tartott 1987-es Eurovíziós Dalfesztiválon adott elő.
Általában híres francia tervezők gyönyörű ruhakölteményeiben látható. Zenéje a night-clubokat és a háború előtti amerikai filmeket idézi, kis dzsessz és  mainstream pop beütéssel.

## Életútja

### Kezdetek
Apja martinique-i, anyja granadai. Belgiumba egyetemi tanulmányok miatt költözött, és modellként dolgozott Brüsszelben. Itt fedezte fel őt Francis Depryck belga producer, aki sikerre vitte Plastic Bertrand-t is. Ennek történetét eleveníti fel egy interjúban: „Egy nap találkoztam egy gyönyörű, egzotikus nővel, a Le Mirano bárban, Brüsszelben. Sonjának hívták. Miniszoknyában volt, gyönyörű hosszú lábai és gyönyörű feneke volt. Megkérdeztem, vajon lábainak szépsége vetekszik-e hangbeli adottságaival. A válasza ennyi volt: »Kopj le!« Végül aztán rávettem egy vokálra a Lou és a Hollywood Bananas-ban. Megdöbbentett a hangja, és rögtön tudtam, hogy nekünk dolgunk van egymással.” Lou Depryck-kel felvette a Casanova duettet. Majd Alain Chamfort felkérte a „Backdoor man”-re, az „À mort l'arbitre” c. 1983-as film zenéjére. (A film rendezője Jean-Pierre Mocky).
Depryck keresztelte át a művésznőt Viktor Lazlóra (a Casablanca című film egyik férfi főszereplőjéről), és felkért néhány szövegírót, hogy érzelmes dzsessz-dalokat írjanak neki. A Casablanca atmoszférájába helyezte patronáltját – nevét meghazudtolva  - az „A nő” c. album számára. Az album annyira jól sikerült, hogy hamar platinalemez lett Belgiumban.  Németországban 100 000, Japánban pedig 60 000-es példányszámban kelt el.  A „Pleurer des rivières” és a „Canoe rose” Franciaországban tarolt a listákon.
Viktor Lazlo többnyelvű művész- angolul vették fel a fel a „Backdoor man”-t , a „Looser”-t, a „Last wish for an angel”-t, a „Breathless”-t franciául – a „Pleurer des rivières”-t pedig spanyolul.

## Művészneve
Különös művészneve és néha androgün megjelenése gyakran kelti fel a gyanút, hogy transzvesztitával állunk szemben. Gyakorlatilag ez soha nem talált bizonyításra. Egy alkalommal Bettie Mellaerts-nek a De Morgenben így nyilatkozott: 15 éve gondolkodom, hogy miért választottam a Viktor Lazlo művésznevet. Éveken át tartott, mire megértettem - a szüleimnek volt egy lányuk, de fiút akartak. Az anyám sírt, mikor születtem – egy másik lány… ez olyan dolog melyet egész életeden át hordozol, és én látni akartam a nevemben is. Meg akartam erősíteni a férfioldalamat, hogy felfedezhessem mellette a nőit: Sonja otthon maradt, introvertáltan, félénken. Imádott főzni, és a tűzzel szemben üldögélt. Míg Viktor állt a színpadon bátor volt, követelőző, azt a szerepet játszotta, amit mindenki elvárt tőle.
Sandra Kim az 1986-os Eurovíziós Dalversenyen a „J’aime la vie”-vel aratott győzelme után először adhatott otthont a versenynek Belgium. Viktor Lazlo volt, aki az 1987-es brüsszeli verseny műsorvezetője volt. Természetesen rendkívül stílusos, nagyon haute-couture volt.
A „Breathless”  kooperációban készült James Ingrammel – az amerikai énekessel, aki révén Michael McDonald is rövid életű sikert aratott a „Yah mo b there” duettel. A „Breathless” Victor Lazlo és Philippe Allaert műve, aki később a nemzetközileg ismertté vált Vaya Con Dioshoz csatlakozott. Ez időben még négyszer Japánba is utazott.

## Karrierje csúcsán
1989-ben feladta Brüsszelt Párizsért – ahogy később nyilatkozta – karrierem csúcsán hagytam ott Brüsszelt egyszerűen a túlélésért, nem azért hogy profitáljak  a már elértekből. A csúcs nem jelentett megelégedést: 23 éves korom óta egy gyerekről álmodtam, és megígértem magamnak hogy ennek szentelem magam amint pénzügyileg lehetőségem van rá. Belgiumban így kicsit kikerült a képből, viszont lassan, de biztosan egyre lényegesebb szerepet töltött be a francia show-bizniszben.
1991-ben Bernard Lavilliers-vel együtt lépett fel, akivel egy napon születtek. A „Mes poisons délicieux” is az ő műve, amelyen más művészek, mint Francoise Hardy, Chris Réa és André Manoukian is dolgoztak. Legismertebb dal erről az albumról a „La ballade de Lisa” és a finom hangú „Teach me to dance”.
Eközben felkérték  számos duettre is, például Amedeo Minghivel – „Vattene amore” 1991, - Juliane Werdinggel és Maggie Reilly-vel – „Engel wie du” 1990, Xavier Deluc-kel – „Baiser Sacré” 1991. Megemlítendők még a művészbarátok albumai, például David Linx, Khadja Nin…

## Verso  Babe
1996-ig kellett várni a következő album megjelenéséig a „Verso  Babe”-bel. Az album borítója Victor Lazlót mutatja hátulról, meztelenül, Christian Lacroix ékszereiben. Rendkívül keresett cikk az interneten a találati eredmények alapján. ez az album olyan költségvetéssel készült, ami megengedte a külföldi felvételeket. Ő a Compass Pointot választotta, a Bahamák gyönyörű tengerpartját. A vendégművészek közt külön említésre méltó Sly Dunbaar és Robbie Shakespeare – Sly & Robbie - a basszusban és a ritmushangszereknél. Az itteni munka gyümölcse egy funkosabb zenei CD lett több effekttel. A „Het Nieuwsblad”-ban így nyilatkozott: „Nagyon izgatott vagyok. Az egész napos interjú során senki sem kérdezett a ruháimról. Karrierem során először történt meg, hogy egyáltalán nem beszéltünk a szépségről vagy a divatról, csak a zenéről. Először érdekli őket igazán a zeném.”

## Diszkográfia
Legtöbb albumát angol/nemzetközi és francia verzióban is. A diszkográfia tartalmazza mindkét albumot – a nemzetközi albumot elsőnek. A lista csak azokat az albumokat tartalmazza, amelyek az akkor vele szerződött médiacégek gondozásában jelent meg.

### Albumok
- 1985 She / Canoë Rose
- 1987 Viktor Lazlo
- 1989 Hot and soul / Club Desert
- 1990 Sweet Soft & Lazy – The Exclusive Collection
- 1991 My delicious poisons / Mes poisons délicieux
- 1993 Sweet, soft and lazy – The Very Best Of (az első „best of”-album)
- 1996 Back to Front / Verso
- 2002 Loin de Paname (francia sanzonok)
- 2002 Amour(s)
- 2004 Saga
- 2007 Begin The Biguine

### Slágerlistás dalok
- 1986 Canoë rose : Franciaország, #14
- 1986 She : CH #27, Németország, #34
- 1987 Pleurer des rivières : Franciaország, #27
- 1987 Viktor Lazlo : CH #17, Ausztria #16, Németország, #20
- 1987 Breathless : Hollandia #27, Belgium, #13
- 1989 Hot and Soul : CH #22, Németország, #22
- 1990 Das Erste Mal Tat’s Noch Weh (duett Stefan Waggershausennel): CH

1. 17, Ausztria #3, Németország, #5

- 1990 Ansiedad : Németország, #56
- 1991 Jesse (Douce et innocente) (duet with Stefan Waggershausen): Németország, #25
- 1994 Engel Wie Du : Hollandia #34
- 2002 Loin de Paname : Franciao #67
- 2005 Total Disguise : -Görögo. #11

### Kislemezek
- 1985 Canoë Rose (Franciaország)
- 1985 Last Call For An Angel (Belgium)
- 1985 Slow Motion (int)
- 1986 Pleurer des rivières (Franciaország)
- 1986 Sweet Soft & Lazy (int)
- 1987 Breathless (int)
- 1987 Take Me (Németország)
- 1988 You Are My Man (int)
- 1988 Amour Puissance Six (int)
- 1989 City Never Sleeps (int)
- 1989 In The Midnight Sky (Németország)
- 1990 Das Erste Mal Tat's Noch Weh (duett Stefan Waggershausennel) (Németország)
- 1990 Jesse (duett Stefan Waggershausennel) (Németország)
- 1990 Ansiedad (int)
- 1991 Baiser sacré (duett Xavier Deluc-kel) (Franciaország)
- 1991 Teach Me To Dance (int)
- 1991 Love Insane (int)
- 1991 Balade De Lisa (Franciaország)
- 1993 The Dream Is In Our Hands (int)
- 1993 Vattene amore (duett Amedeo Minghivel) (Olaszország)
- 1994 Engel Wie Du (duett Juliane Werdinggel és Maggie Reillyvel) (Németo.)
- 1996 My Love (int)
- 1996 Turn It All Around (int)
- 1998 Besame Mucho (duett Raul Pazzal) (int)
- 1999 Le message est pour toi (duett Biagio Antonaccival) (int)
- 2002 The Sound Of Expectation (promóciós kislemez az „Amour(s)”-ból)
- 2004 Love To Love You Baby (int)
- 2005 Total Disguise (duet with Serhat) (Görögo.)
- 2007 J’attends (promóciós kislemez from „Begin The Biguine”)

## Külső hivatkozások
- Breathless – Eurovision – YouTube
- Ansiedad – YouTube
- Total Disguise – YouTube
- Le Canoe Rose – YouTube